# Боберг, Анна
Анна Катарина Боберг, урождённая Шоландер (Scholander), (швед. Anna Boberg; 3 декабря 1864 года — 27 января 1935 года) — шведская художница. Была замужем за шведским архитектором Фердинандом Бобергом.
Анна Шоландер была дочерью архитектора Фридриха Вильгельма Шоландера и внучкой Акселя Нюстрема. Анна Боберг была разносторонним человеком — она работала с керамикой и текстилем (создала «Вазу Павлин» для музея Рерстранд). Будучи художником, одновременно работала сценографом и писателем. Многие из её картин находятся в Северной Норвегии, куда Боберг в течение многих лет совершала поездки.

## Жизнь и творчество
Анна Боберг родилась 3 декабря 1864 года, была шестым ребёнком из семи детей семьи Шоландер. В детстве она изучала французский язык, что пригодилось ей, когда она получала образование в Академии Жюлиана в Париже, где изучала искусство живописи. Кроме того, в Париже она встретила будущего архитектора Фердинанда Боберга, который в это же время путешествовал по Франции. В 1888 году, несмотря на трудности с финансами, молодые люди поженились. К этому времени Анна Боберг подрабатывала, рисуя по заказам картины и рисунки.
В 1887 году Анна Боберг всерьез занялась творчеством. Картины писала акварелью и маслом. В 1888 году состоялась её первая выставка. В 1890-х годах она писала картины маслом на грубом холсте. Эти её работы напоминали раскрашенные гобелены и были куплены для украшения стен в отеле Ридберга. Анна Боберг выполняла также настенные работы для отеля в Сальтшёбадене.
На рубеже XIX и XX веков Анна Боберг много работала в области декоративно-прикладного искусства. Известны её вазы Павлин (Påfågelvasen), выполненные в 1897 году и текстильные работы. В 1900 году на Всемирной выставке в Париже её муж, архитектор Фердинанд Боберг, был автором шведского павильона, а Анна Боберг создала для этого павильона многочисленные работы из текстиля, которые были сотканы на фабрике Handarbetets vänner и К.
В 1901 году, во время путешествий по Северной Швеции и Норвегии с мужем, Анна Боберг была заворожена пейзажами и природой этих стран. В последующие 33 года она рисовала по своим воспоминаниям зимние пейзажи этих северных стран.
В 1903 году картины Анны Боберг выставлялись в Стокгольме, а в 1905 году — в Париже. Последняя её выставка состоялась в 1927 году.
После 1915 года её муж, Фердинанд Боберг оставил карьеру архитектора и с Анной Боберг путешествовал по Швеции. Во время поездок Анна Боберг делала путевые заметки, которые впоследствии издала отдельной книгой. В 1925 году семья Боберг переехала из Швеции в Париж, но в марте 1929 года супруги вернулись в Стокгольм, где проживали на вилле Blecktornet.
В 1935 году Анна Боберг скончалась после операции. На её похоронах присутствовали члены Шведской королевской семьи — наследный принц Густав Адольф, принцесса Ингрид и принц Бертиль.